# Wellington Nem
Wellington Nem, właśc. Wellington Silva Sanches Aguiar (ur. 6 lutego 1992 w Rio de Janeiro) – brazylijski piłkarz, występujący na pozycji ofensywnego pomocnika.

## Kariera klubowa
Wellington Nem piłkarską karierę rozpoczął w Fluminense FC w 2011. Trener Muricy Ramalho nie widział szans dla niego na grę w pierwszym zespole, dlatego zdecydował się go wypożyczyć do pierwszoligowego Figueirense FC.
W barwach zespołu z Florianópolis zadebiutował 26 marca 2011 w przegranym 1-2 meczu w lidze stanowej Santa Catarina z Concórdią zastępując w 63 min. Wellingtona Sousę. W lidze brazylijskiej zadebiutował 22 maja 2011 wygranym 1-0 meczu z Cruzeiro EC. Pierwszą swoją bramkę w Brasilerao zdobył w swoim siódmym występie 26 czerwca 2011 w przegranym 1-4 meczu z SC Internacional, ustalając w 88 min. wynik meczu. Figuerense zostało rewelację ligi i do samego końca walczyło o udział w rozgrywkach Copa Libertadores, zajmując ostatecznie 7. pozycję, dzięki czemu zakwalifikowało się do rozgrywek Copa Sudamericana. Wellington Nem zdobywając 9 bramek w 26 meczach został uznany za „Odkrycie Sezonu”.
Po zakończeniu sezonu powrócił do Fluminense. W barwach Flu zadebiutował 21 stycznia 2012 wygranym 3-0 meczu ligi stanowej Rio de Janeiro z Friburguense Novo Friburgo. Tydzień później w wygranym 3-0 wyjazdowym spotkaniu z Volta Redonda FC Wellington Nem zdobył swoją pierwszą bramkę w barwach Flu. W pierwszym swoim sezonie w lidze stanowej Rio de Janeiro wystąpił w 14 meczach, w których strzelił 3 bramki, pomagając Fluminense po siedmioletniej przerwie wygrać te rozgrywki.
6 czerwca 2013 przeniósł się do ukraińskiego Szachtara Donieck. Podpisał pięcioletni kontrakt, a klub zapłacił za niego 9 milionów euro.
9 listopada 2016 został wypożyczony do São Paulo FC.
19 lipca 2019 został wypożyczony do Fluminense FC.
| Sezon | Klub           | Kraj     | Rozgrywki                     | Mecze | Bramki |
| ----- | -------------- | -------- | ----------------------------- | ----- | ------ |
| 2011  | Figueirense FC | Brazylia | Campeonato Brasileiro Série A | 26    | 9      |
| 2012  | Fluminense FC  | Brazylia | Campeonato Brasileiro Série A | 27    | 6      |

## Kariera reprezentacyjna
Wellington Nem w reprezentacji Brazylii zadebiutował 26 maja 2012 w wygranym 3-1 towarzyskim meczu z reprezentacją Danii.
| Mecze i gole w reprezentacji | Mecze i gole w reprezentacji | Mecze i gole w reprezentacji | Mecze i gole w reprezentacji | Mecze i gole w reprezentacji | Mecze i gole w reprezentacji | Mecze i gole w reprezentacji |
| #                            | Data                         | Miasto                       | Przeciwnik                   | Gol                          | Wynik                        | Rozgrywki                    |
| ---------------------------- | ---------------------------- | ---------------------------- | ---------------------------- | ---------------------------- | ---------------------------- | ---------------------------- |
| 1.                           | 26.05.2012                   | Hamburg                      | Dania                        |                              | 3:1                          | towarzyski                   |
| 2.                           | 03.06.2012                   | Dallas                       | Meksyk                       |                              | 0:2                          | towarzyski                   |

W 2009 Wellington Nem wystąpił w Mistrzostwach Świata U-17. Brazylia odpadła w fazie grupowym a Wellington Nem wystąpił we wszystkich trzech meczach z Japonią (zdobył zwycięską bramkę w 90 min.), Meksykiem i Szwajcarią.